# 방글라데시의 파키스탄인

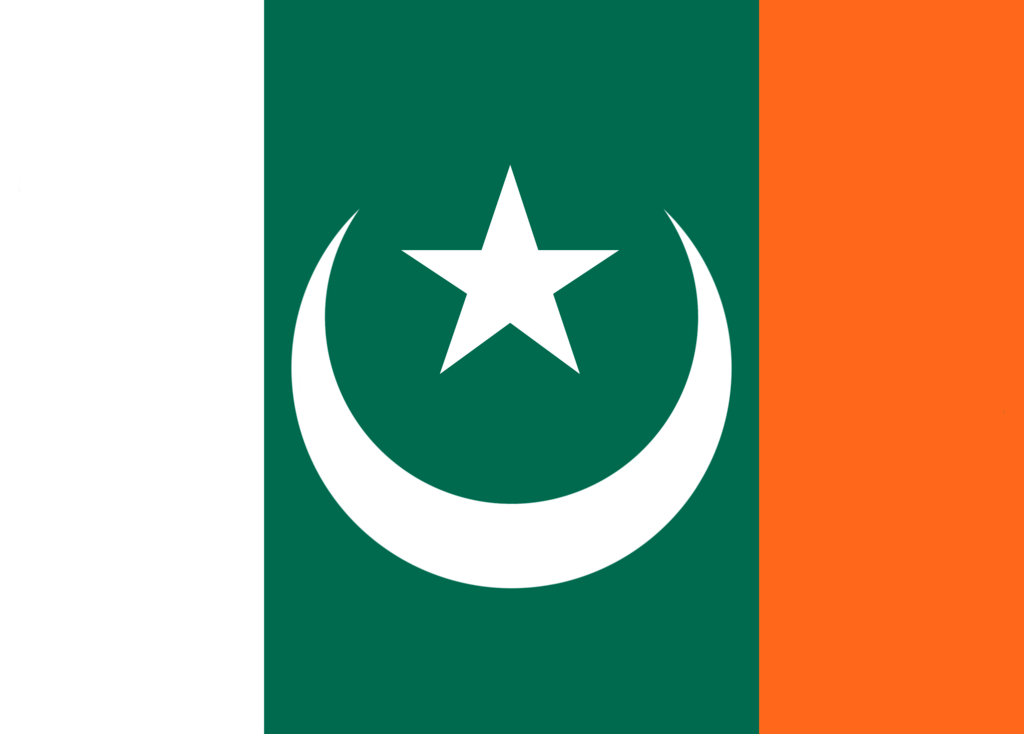
좌초된 파키스탄인의 깃발

동파키스탄은 1971년에 파키스탄에서 독립하여 방글라데시가 되었다. 방글라데시 독립은 현 파키스탄인 서파키스탄 중심의 정치와 방글라데시 국민의 대부분을 차지하는 벵골인들에 대한 차별등에서 비롯되었는데, 방글라데시 독립전쟁 당시 방글라데시 독립을 지지하지 않은 파키스탄인들이 현재도 방글라데시인이기를 거부하고 파키스탄인임을 주장하며 방글라데시에 살고 있다. 이들을 오도가도 못하게 된 파키스탄인이라고 부르며, 주로 비하리어를 쓰는 사람들이기 때문에 비하리인이라고 부른다. 이들은 이웃한 인도 비하리 주 출신의 이슬람교도들이며, 인도분할 때 이슬람국가인 파키스탄(현 방글라데시 포함)으로 이주해 왔다. 이들은 방글라데시의 절대 다수를 차지하는 벵골인들과 언어,문화적으로 판이하며 방글라데시 독립에 반대했다. 방글라데시 독립후 비하리인들은 난민캠프로 강제수용되었고, 파키스탄 정부에 자신들을 정착시켜줄 것을 요구했다. 그러나 소수의 비하리인들만 파키스탄 이주의 혜택을 누렸으며, 현재까지 다수는 방글라데시에 그대로 살고 있다.

## 같이 보기
- 방글라데시-파키스탄 관계
- 방글라데시계 파키스탄인